# کوانینگه
کوانینگه (به سوئدی: Skänninge) یک منطقهٔ مسکونی در سوئد است که در بخش میالبی واقع شده‌است. کوانینگه ۲٫۷۶ کیلومتر مربع مساحت و ۳٬۱۴۰ نفر جمعیت دارد.